# Ткібулі
Ткібу́лі (груз. ტყიბული) — місто в регіоні (мхаре) Імереті, Грузія, адмінцентр муніципалітету Ткібулі. Розташоване на південно-західних схилах Рачинського хребта, на відстані 42 км на північний схід від центру регіону Кутаїсі та на відстані 165 км на північний захід від Тбілісі. Нараховує 9770 мешканців (перепис 2014 року).

## Промисловість
Видобуток кам'яного вугілля (Ткібулі-Шаорське родовище): свого часу налічувалось 9 шахт, з яких на сьогодні функціонує лише одна.
Також Ткібулі добре знають завдяки чаю, що вирощується в регіоні і продається по всій країні.

## Міжнародна співпраця
Місто має власний гарно розроблений вебсайт, який, втім, функціонує з перебоями. З його допомогою адміністрація популяризує туризм в регіоні. Більше того, для соціальної роботи з місцевою молоддю Ткібулі залучає міжнародних волонтерів, зокрема, для викладання англійської мови та культурного взаємообміну.

## Відомі люди
- Кавсадзе Кахі Давидович (1935—2021) — грузинський радянський актор театру і кіно
- Кублашвілі Константін (*1973) — доктор юридичних наук, очільник Верховного суду Грузії.